# Matnur Matnur
Matnur Matnur (* 2. Februar 1981) ist ein indonesischer Radrennfahrer.
Matnur Matnur begann seine Karriere 2003 bei dem chinesischen Marco Polo Cycling Team. Nach nur einem Jahr wechselte er zum indonesischen Wismilak Cycling Team. In der Saison 2006 gewann er die Wismilak Criterium Series de Tegal. Ende des Jahres nahm er an den Asienspielen in Doha teil. Er startete beim Straßenrennen und beim Punktefahren, beendete beide Rennen jedoch nicht. Seit 2010 gewann er die Tour de Jakarta.

## Erfolge
2010
- Tour de Jakarta
- Mannschaftszeitfahren Tour d’Indonesia

## Teams
- 2003 Marco Polo Cycling Team
- 2004 Wismilak Cycling Team
- 2005 Wismilak Cycling Team
- 2006 Wismilak Cycling Team

- 2010 Polygon Sweet Nice

- 2014 Pegasus Continental Cycling Team